# Национальные символы Нигерии
Национальные символы Нигерии выражают самобытность, наследие и ценности страны, отражая её культурное разнообразие и исторический путь. К символам относятся национальные флаг, герб, гимн и клятва, а также цветок, животное, валюта и другие. Флаг Нигерии, разработанный в 1959 году Майклом Тайво Акинкунми, состоит из трёх вертикальных полос зелёного и белого цветов, символизирующих изобилие природных богатств и мир соответственно. Герб, принятый в 1960 году, представляет собой щит, в чёрном поле изображён которого серебряный волнистый вилообразный крест, символизирующий слияние рек Нигер и Бенуэ и поддерживаемый двумя белыми лошадьми, которые олицетворяют достоинство. Над щитом находится орёл, символизирующий силу, а под ним — национальный девиз Нигерии: «Единство и вера, мир и прогресс» (англ. Unity and Faith, Peace and Progress). Гимн «Нигерия, мы приветствуем тебя» (Nigeria, We Hail Thee), впервые принятый в 1960 году, отменённый в 1978 году, а затем вновь утверждённый в 2024 году, призывает нигерийцев к братству и служению своей родине. Национальная клятва, принятая в 1976 году, служит клятвой верности и приверженности единству и развитию Нигерии. Национальный цветок, Costus spectabilis, символизирует красоту и процветание, а национальное животное, орёл, отражает силу и видение страны. Найра, национальная валюта Нигерии, была введена в обращение в 1973 году. Через эти символы правительство Нигерии и её народ выражают свою коллективную гордость, поддерживают свои культурные ценности и укрепляют свою приверженность национальному развитию и сплочённости.

## Список
| Символ                              | Название | Изображение                                                                       | Принят                             | Комментарий |
| ----------------------------------- | --- | --------------------------------------------------------------------------------- | ---------------------------------- | --- |
| Официальное название                | Федеративная Республика Нигерия (Federal Republic of Nigeria, Nijeriya, Naìjíríyà, Nàìjíríà)                                     | Map of Nigeria                                                                    | октябрь 1963                       | Официальное название Нигерии — «Федеративная Республика Нигерия» — было принято в 1963 году, когда страна стала республикой, через три года после обретения независимости от Великобритании в 1960 году. Утверждение этого названия означало переход Нигерии из статус британской колонии в статус полностью суверенного государства. Термин «Федеративная» отражает федеративный государственный строй Нигерии, состоящей из 36 штатов и Федеральной столичной территории, в то время как «Республика» указывает на её форму правления, предусматривающей избрание должностных лиц |
| Национальный флаг                   | Флаг Нигерии | National flag of Nigeria                                                          | 1 октября 1960                     | Национальный флаг Нигерии был разработан в 1959 году Майклом Тайво Акинкунми, 23-летним студентом, чей проект выиграл по итогам общенационального конкурса. Символ был официально утверждён 1 октября 1960 года, в день обретения Нигерией независимости от Великобритании. На флаге изображены три вертикальные полосы: зеленые по краям и белая посередине. Зеленые полосы символизируют леса и изобилие природных богатств, белая полоса представляет мир и единство. |
| Национальный герб                   | Герб Нигерии | Coat of Arms of Nigeria                                                           | май 1960                           | Герб Нигерии был официально принят в 1960 году, что совпало с обретением страной независимости от Великобритании. На символе изображён чёрный щит с серебряным волнистым вилообразным крестом, символизирующим слияние рек Нигер и Бенуэ в Локодже. Чёрный щит символизирует плодородную почву Нигерии, в то время как волнистые белые линии символизируют богатые водные ресурсы страны. Щит поддерживают две белые лошади, символизирующие достоинство. Над щитом изображён орел, представляющий силу, а под ним — венок в национальных цветах — зелёном и белом, символизирующий богатое сельскохозяйственное наследие Нигерии. Под щитом изображён национальный девиз Нигерии: «Единство и вера, мир и прогресс» (Unity and Faith, Peace and Progress, ранее «Мир, единство, свобода» (Peace, Unity, Freedom)), который был принят в 1978 году. На гербе также изображён Costus spectabilis, национальный цветок Нигерии, который символизирует красоту, уникальность и процветание нации.                                                                                            |
| Национальный девиз                  | «Единство и вера, мир и прогресс» (Unity and Faith, Peace and Progress) (ранее «Мир, единство, свобода» (Peace, Unity, Freedom)) | Coat of Arms of Nigeria                                                           | май 1960                           | Герб Нигерии был официально принят в 1960 году, что совпало с обретением страной независимости от Великобритании. На символе изображён чёрный щит с серебряным волнистым вилообразным крестом, символизирующим слияние рек Нигер и Бенуэ в Локодже. Чёрный щит символизирует плодородную почву Нигерии, в то время как волнистые белые линии символизируют богатые водные ресурсы страны. Щит поддерживают две белые лошади, символизирующие достоинство. Над щитом изображён орел, представляющий силу, а под ним — венок в национальных цветах — зелёном и белом, символизирующий богатое сельскохозяйственное наследие Нигерии. Под щитом изображён национальный девиз Нигерии: «Единство и вера, мир и прогресс» (Unity and Faith, Peace and Progress, ранее «Мир, единство, свобода» (Peace, Unity, Freedom)), который был принят в 1978 году. На гербе также изображён Costus spectabilis, национальный цветок Нигерии, который символизирует красоту, уникальность и процветание нации.                                                                                            |
| Национальная конституция            | Конституция Федеративной Республики Нигерия                                                                                      | First constitution of Nigeria, which was adopted in 1922                          | 1999 (нынешняя)                    | Конституция Федеративной Республики Нигерия устанавливает основополагающие принципы правовой и институциональной систем страны. В ней изложены основные законы, права и обязанности, применимые ко всем гражданам государства. Действующая Конституция, принятая в 1999 году, определяет политическую структуру, разделение полномочий между исполнительной, законодательной и судебной ветвями власти, а также определяет роли и обязанности каждой из них. Она также гарантирует основные права и свободы человека, такие как право на жизнь, свободу слова и свободу вероисповедания, и предусматривает обеспечение соблюдения этих прав с через судебную систему. Соблюдение Конституции является обязанностью всех граждан, а её принципы и институты должны ими уважаться и поддерживаться. |
| Паспорт                             | Паспорт гражданина Нигерии | Nigerian Passport                                                                 | 1948 (нынешняя версия — 2007)      | Паспорт Нигерии — официальный проездной документ, выдаваемый Федеральным правительством Нигерии своим гражданам для международных поездок. Он служит документом, удостоверяющим личность и гражданство, и содержит личную информацию о предъявителе, включая его имя, дату и место рождения, пол и фотографию. Паспорт Нигерии имеет три варианта: стандартный, официальный и дипломатический, каждый из которых предназначен для различных категорий граждан и государственных служащих. В 2007 году Нигерия представила биометрический электронный паспорт, который включает в себя чип, хранящий данные владельца и защищающий от подделки документа и кражи личных данных. Паспорт необходим гражданам Нигерии, путешествующим за границу, и для оформления виз в другие страны. |
| Национальное удостоверение личности | Нигерийское национальное удостоверение личности                                                                                  |                                                                                   | 1979 (обновлено в 2014)            | Инициатива о введении национального удостоверения личности была впервые выдвинута в 1967 году при режиме Якубу Говона для идентификации игбо, которые отказались вернуться в свои регионы во время гражданской войны в Нигерии. Первоначально идея не нашла поддержки, но 1 сентября 1979 года проект был воплощён в жизнь военной администрацией Обасанджо после создания в 1978 году Управления национальной регистрации актов гражданского состояния (DNCR). На протяжении 1980-х и 1990-х годов сменявшие друг друга правительства продолжали поддерживать и перезапускать систему удостоверений личности, заключив множество контрактов как с местными, так и с международными компаниями. Однако этим усилиям часто препятствовали административные изменения, политическая нестабильность и коррупционные скандалы. В 2014 году Национальная комиссия по управлению идентификационными данными провела масштабную модернизацию системы удостоверений личности, которая ввела биометрическую регистрацию и новый дизайн карты, в том числе направленный на борьбу с мошенничеством. |
| Национальный гимн                   | Нигерия, мы приветствуем тебя (Nigeria, We Hail Thee)                                                                            |                                                                                   | 1960 (повторно принят 29 мая 2024) | Национальный гимн «Нигерия, мы приветствуем тебя» был первоначально принят в 1960 году, когда Нигерия обрела независимость от Великобритании. Сочинён Лилиан Джин Уильямс. Принят повторно 29 мая 2024 года, заменив «Восстаньте, соотечественники», который использовался с 1978 года. Этот гимн исполняется на официальных мероприятиях, национальных праздниках и значимых церемониях. |
| Национальные праздники              | День независимости | Nigeria Independence Medal Ribbon                                                 | 1 октября 1960                     | День независимости отмечается ежегодно 1 октября, в ознаменование дня обретения Нигерией независимости от Великобритании в 1960 году. Праздник отмечается различными мероприятиями, включая парады, культурные события и выступления политических лидеров. |
| Национальные праздники              | День демократии | Moshood Kasimawo Olawale                                                          | 1999                               | День демократии отмечается 12 июня в ознаменование восстановления демократии в Нигерии. Первоначально праздновавшийся 29 мая в честь перехода от военного правления к гражданскому в 1999 году, он был перенесён на 12 июня в 2018 году в честь аннулированных президентских выборов 1993 года, на которых победил Мошуд Кашимаво Олавале Абиола. Избрание Абиолы считалось важной вехой в демократической истории Нигерии, и он стал символом борьбы за демократию после своего задержания и смерти. |
| Национальные праздники              | День памяти вооружённых сил | Nigerian Armed Forces Flag                                                        | 1970                               | День памяти вооружённых сил отмечается ежегодно 15 января в честь службы и самопожертвования военнослужащих Нигерии. Эта дата знаменует окончание гражданской войны в Нигерии в 1970 году. В этот день проводятся церемонии возложения венков на военных кладбищах и мемориалах. Мероприятия посвящены памяти солдат, погибших в различных конфликтах, включая гражданскую войну в Нигерии, миротворческие миссии и другие военные операции. В дополнение к чествованию павших героев, этот день также отмечает вклад ныне живущих ветеранов и способствует поддержке их благосостояния. Также проводятся военные парады, религиозные службы и публичные выступления. |
| Клятва верности                     | Национальная клятва |                                                                                   | 1976                               | Автором национальной клятвы в 1976 году выступила профессор Фелисия Адебола Адейоин. Цель клятвы — привить гражданам чувство патриотизма и национальной гордости. Она гласит: «Я клянусь Нигерии, моей стране. Быть верным, преданным и честным. Служить Нигерии всеми силами. Защищать ее единство и поддерживать е` честь и славу. Да поможет мне Бог». Введение клятвы последовало за принятием национального гимна Нигерии. Её читают учащиеся в школах и во время официальных мероприятий, чтобы укрепить ценности верности, преданности нации и честности перед ней. |
| Национальная валюта                 | Найра | Nigerian Naira                                                                    | 1 января 1973                      | Нигерийская найра (код ISO: NGN, ₦) стала официальной валютой Нигерии 1 января 1973 года, заменив нигерийский фунт. Валюта выпускается и регулируется Центральным банком Нигерии, который был создан в 1958 году. Введение найры было частью процесса введения десятичной денежной системы в Нигерии, направленного на приведение валюты в соответствие с международными стандартами. Найра делится на 100 кобо. В разные годыы выпускались банкноты и монеты различного номинала с заметными изменениями в дизайне и защитных элементах для предотвращения подделки. Найра столкнулась со значительными проблемами девальвации и инфляции под влиянием экономической политики, мировых цен на нефть и политических факторов. Усилия по её стабилизации включали различные меры денежно-кредитной политики и валютного контроля со стороны Центрального банка Нигерии. |
| Национальная птица                  | Орёл (Accipitridae) | Martial eagle (Polemaetus bellicosus), one of the eagle species native to Nigeria | н/д                                | Орёл признан национальной птицей и национальным животным Нигерии и занимает видное место на нигерийском гербе. Он символизирует силу, гордость и достоинство, на гербе он изображён стоящим на венке, окрашенном в национальные цвета — зелёный и белый. |
| Национальное животное               | Орёл (Accipitridae) | Martial eagle (Polemaetus bellicosus), one of the eagle species native to Nigeria | н/д                                | Орёл признан национальной птицей и национальным животным Нигерии и занимает видное место на нигерийском гербе. Он символизирует силу, гордость и достоинство, на гербе он изображён стоящим на венке, окрашенном в национальные цвета — зелёный и белый. |
| Национальный цветок                 | Costus spectabilis | Costus Spectabilis, Nigeria's national flower                                     | н/д                                | Costus spectabilis — национальный цветок Нигерии. Он произрастает в Тропической Африке и в изобилии встречается в лесах Нигерии и на берегах рек. Также изображён на гербе Нигерии. |